# 제4차 산업혁명
제 4차 산업혁명(第四次 産業 革命, 영어: Fourth Industrial Revolution, 4IR)은 정보통신 기술(ICT)의 융합으로 이루어지는 차세대 산업혁명이다. 18세기 초기 산업혁명 이후 네 번째로 중요한 산업 시대이다. 이 혁명의 핵심은 빅 데이터 분석, 인공지능, 로봇공학, 사물인터넷, 무인 운송 수단(무인 항공기, 무인 자동차), 3D 프린팅, 나노 기술과 같은 7대 분야에서 새로운 기술 혁신이다.
제4차 산업혁명은 클라우스 슈바프(Klaus Schwab)가 의장으로 있는 2016년 세계 경제 포럼(World Economic Forum, WEF)에서 주창된 용어이다. 《제3차 산업혁명》(The Third Industrial Revolution)을 저술한 제러미 리프킨(Jeremy Rifikin)은 "현재 제 4차 산업혁명이 진행되고 있다."고 말했다.
제4차 산업혁명은 물리적, 생물학적, 디지털적 세계를 빅 데이터에 입각해서 통합시키고 경제 및 산업 등 모든 분야에 영향을 미치는 다양한 신기술로 설명될 수 있다. 물리적인 세계와 디지털적인 세계의 통합은 O2O를 통해 수행되고, 생물학적 세계에서는 인체의 정보를 디지털 세계에 접목하는 기술인 스마트워치나 스마트 밴드를 이용하여 모바일 헬스케어를 구현할 수 있다. 가상현실(VR)과 증강현실(AR)도 물리적 세계와 디지털 세계의 접목에 해당될 수 있다.

## 제 4차 산업혁명의 개요

### 제1차 산업혁명

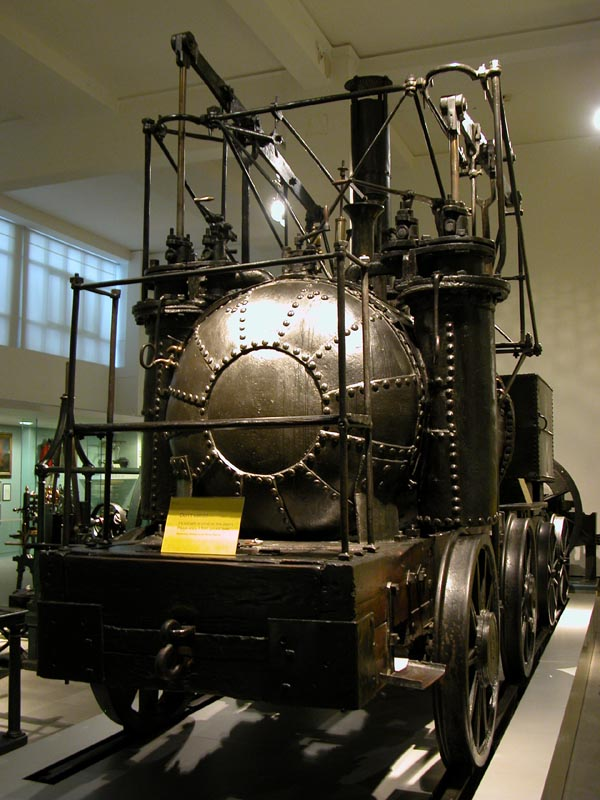
런던의 과학 박물관에서 찍은 "퍼핑 빌리 (Puffing Billy)" 증기 엔진 사진

최초의 산업혁명(제1차 산업혁명)은 유럽, 특히 영국 중심으로 약 1760년에서 1820년 사이에 걸쳐 일어났다. 대항해 시대를 주도한 덕분에 각 식민지로부터 다양한 자원과 특산품이 들어왔다. 특히 면화를 중심으로 의복에 대한 수요가 급격히 늘어났으며 이를 대응하기 위해 방적기, 방직기같은 기계가 고안되었으며 증기기관과 결부되며 가내수공업 시대를 저물게 하고 공장 시대를 열어 농경 사회와 농촌 사회에서 산업과 도시로 급격히 전환되었다. 철강 산업은 증기 엔진의 개발과 함께 산업혁명에서 핵심적인 역할을 수행했다. 특히 증기기관은 증기자동차, 증기선, 증기기관차 등 이동의 새로운 혁명을 가져오며 물류, 유통을 통한 산업혁명의 파급력을 배가시켰다고 평가된다.

### 제2차 산업혁명
제2차 산업혁명은 제1차 세계 대전 직전인 1870년에서 1914년 사이에 일어났다. 주로 영국의 발전상과 후발 주자인 미국과 독일 등의 발전상을 구분짓기 위해 버전을 나눴다는 의견이 있다. 기존 산업의 성장기였고 철강, 석유 및 전기 분야와 같은 신규 산업의 확장과 대량 생산을 위해 전력을 사용했다. 이 기간 동안 주요 기술 진보는 전기를 중심으로 모터, 전화, 전구, 축음기 및 내연 기관을 포함했다. 또한 미국의 포드 자동차를 중심으로 컨베이어 벨트 시스템이 도입되며 대량 생산의 시초를 열기도 하였다. 특히 이 시기에 개발된 다양한 성과물이 1, 2차에 걸친 세계대전을 거치며 전차, 기관총, 가스전, 전투기, 무전기 등 군수물자, 무기로 사용되며 기계화 전력으로 엄청난 희생자를 내는 현대전의 서막을 여는 아이러니를 낳기도 했다.

### 제3차 산업혁명
제3차 산업혁명 또는 디지털 혁명은 아날로그 전자 및 기계 장치에서 현재 이용 가능한 디지털 기술에 이르는 기술의 발전을 가리킨다. 1970년대에 시작된 이 시대는 계속되고 있다. 제3차 산업혁명의 발전에는 개인용 컴퓨터, 인터넷 및 정보 통신 기술 (ICT)이 포함된다.

### 제4차 산업혁명

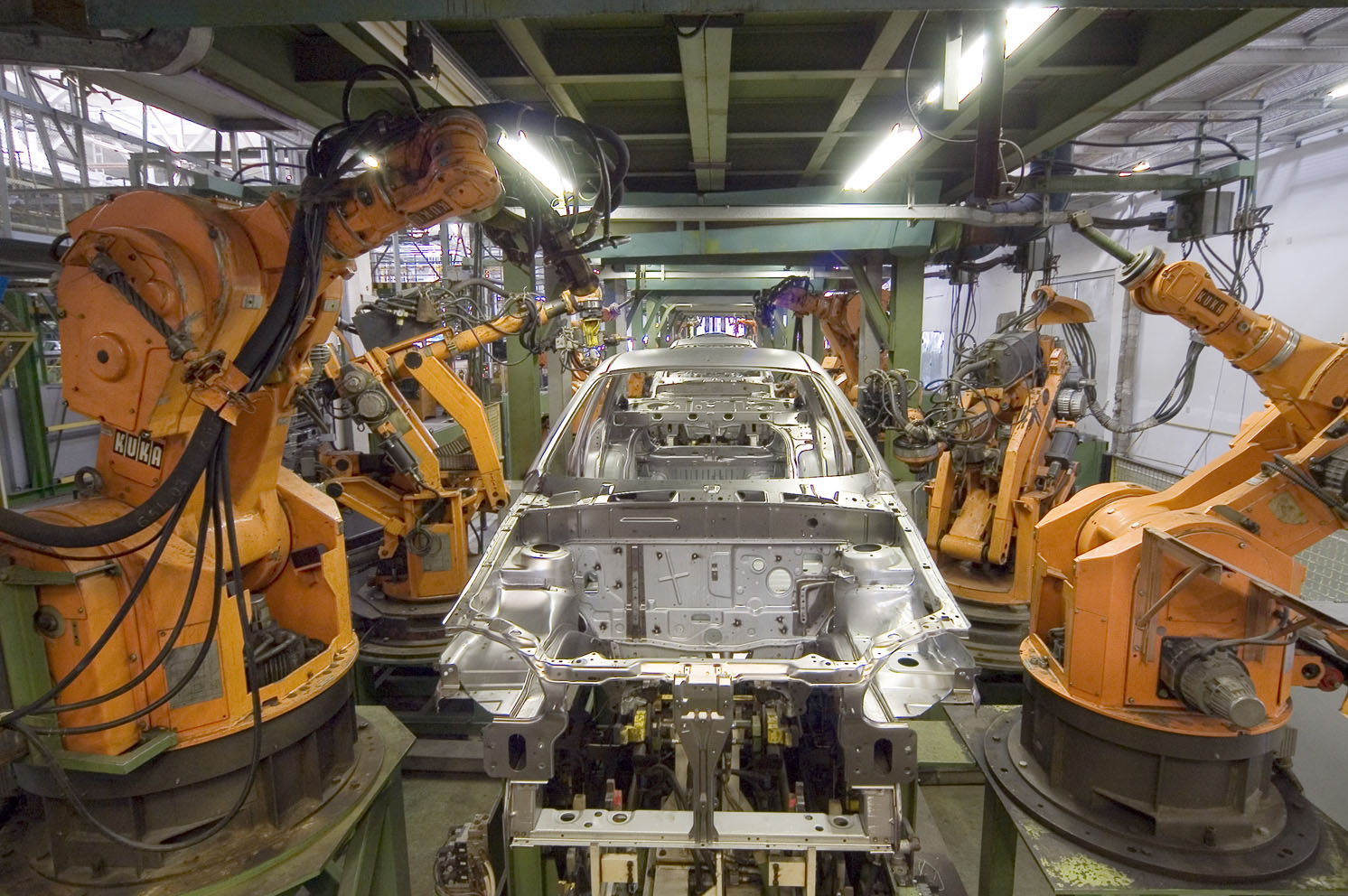
1983 산업용 로봇 KUKA IR160/60, 601/60

제4차 산업혁명은 기술이 사회와 심지어 인간의 신체에도 내장되는 새로운 방식을 대표하는 디지털 혁명 위에 구축되고 있다. 제4차 산업혁명은 로봇 공학, 인공 지능, 나노 기술, 양자 프로그래밍, 생명 공학, IoT, 3D 인쇄 및 자율주행 차량을 비롯한 여러 분야에서 새로운 기술이다.

세계 경제 포럼 암시자 슈왑(Klaus Schwab)의 저서 《제4차 산업혁명》에서 이 4번째 혁명이 기술 발전에 의해 특징지어졌던 이전의 3가지 혁명과 근본적으로 다른 점을 언급하고 있다. 이러한 기술은 수십억 명의 사람들을 계속해서 웹에 연결하고 비즈니스 및 조직의 효율성을 획기적으로 향상시키며 더 나은 자산 관리를 통해 자연 환경을 재생산할 수 있는 커다란 잠재력을 가지고 있다.
"제4차 산업혁명 마스터 하기"는 스위스 Davos-Klosters에서 열린 세계 경제 포럼 연례회의 (World Economic Forum Annual Meeting 2016)의 주제였다.
2017년 소비자 가전 전시회(CES)에서 제4차 산업혁명으로 가기 위한 기술들이 대거 전시되었다.

## 제 4차 산업혁명의 본질
제 4차 산업혁명은 연결, 탈중앙화/분권, 공유/개방을 통한 맞춤시대의 지능화 세계를 지향한다. 이 지능화 세계를 구축하기 위해 빅데이터, 인공지능, 블록체인 등의 여러 가지 기술들이 동원된다.
맞춤시대의 지능화를 위해 현실세계의 모든 내용을 가상세계로 연결한 다음, 가상세계에서 빅데이터/인공지능 분석을 통해 예측과 맞춤을 예상하고 이를 현실세계에 적용하면 된다.

## 각 나라의 제 4차 산업혁명의 이름 및 활동
혹자는 다른 나라들은 4차 산업혁명이 없고 대한민국만 이야기한다고 언급하기도 하는데, 각 나라에 4차 산업혁명이라는 용어에 대한 이름이 다른 것이지, 활동을 하지 않는 것이 아니다.
- 독일 : 독일은 Industry 4.0이라는 이름으로 2010년부터 연구하였다.
- 유럽 : 유럽에선 독일의 영향으로 Horizon Europe이라는 이름으로 2014년부터 연구하고 있고, 2020년에 1차로 마무리하고자 한다.
- 미국 : 미국은 각 산업별로 다양한 이름으로 자생 운동들이 있다. 2011년부터 Advanced Manufacturing Partnership 2.0, Cyber-Physical System. Digital Transformation, 백악관주도의 Smart America Challenge , 4th Industrial Revolution 등의 운동이 진행되고 있다.
- 일본 : 일본은 2015년부터 일본 재흥전략, Society 5.0이라는 주제로 사회문제를 4차산업혁명으로 해결하려고 하고 있다.
- 중국 : 2014년부터 Made in China 2025 즉 중국 제조 2025을 시행하여 미국을 뛰어넘겠다고 시도하고 있다.
- 한국은 몇 단체에서 개별 기술 이름이 있으나, 대중적인 이름은 2016년에 이름 지어진 '4차 산업혁명'이다. 대한민국 정부는 4차 산업혁명 시대를 맞아 국가 전략과 정책을 점검하고 정부 부처 간 정책을 조정하는 대통령 직속기구 설치 필요에 따라 2017년 8월 ‘4차산업혁명위원회 설치 및 운영에 관한 규정’이 국무회의에서 의결되면서 4차산업혁명위원회 보관됨 2020-09-21 - 웨이백 머신가 출범하였다.

## 제 4차 산업혁명의 요소 기술
Consumer Electronics Show에서 다루어진 기술을 중심으로 언급하면 다음과 같다.

### 블록체인(block chain)
블록체인은 관리 대상 데이터를 '블록'이라고 하는 소규모 데이터들이 P2P 방식을 기반으로 생성된 체인 형태의 연결고리 기반 분산 데이터 저장 환경에 저장하여 누구라도 임의로 수정할 수 없고 누구나 변경의 결과를 열람할 수 있는 분산 컴퓨팅 기술 기반의 원장이다

### 빅 데이터(Big Data Statistical Analysis)
제4차 산업혁명은 한마디로 컴퓨터를 기반으로 하는 생산 방식의 혁신을 말한다. 또한 인공지능을 중심으로 한 소프트웨어와 방대한 데이터를 처리하는 빅데이터 기술, 최신 로봇 기술이 합쳐져 근로 형태가 혁신적으로 변화하는 것을 의미하기도 한다. 그러므로 빅 데이터 통계분석(Statistical Analysis) 즉, 많은 양의 데이터(Data, 정보)가 기본이다.

### 인공지능(Artificial Intelligence, AI)
작게는 장치가 더 똑똑해져서 나의 생활 패턴을 이해하고, 스스로 알아서 동작하는 약한 인공지능부터, 생태계 전체의 생활 및 환경으로부터 최적의 해법을 제시하는 강한 인공지능을 이용하여 인간의 생산성을 최대한 올려주는 도구이다.
- CES 2017/2018 : 인공지능 비서[1]
- CES 2019 : Edge Computing에 의한 약한 인공지능

### 로봇공학(Robotics)
사람을 도와주는 로봇(예 청소 로봇; 노인 보조 로봇 등)에 의해 사회 전체의 생산성이 올라갈 것이다.
- CES 2017/2018 : 인공지능 로봇
- CES 2020 : 사회생활을 함께하는 소셜 로봇으로 진화/만능형 로봇

### 양자암호
기존에 있던 거의 대부분의 암호체계가 거의 대부분 수학적 복잡성에 기반하는데 비해, 양자암호는 자연현상에 기반하고 있는 특징을 띄며, 암호에 사용되는 원타임 패드를 생성하는 이상적인 방법 중 하나다. 중간에 도청자가 난입할 경우 그 존재가 드러나며, 신호가 왜곡되어 도청자도 정확한 정보를 얻을 수 없는 보안성을 띄고 있다. 다른말로 양자 키 분배(Quantum Key Distribution)체계라고도 한다. 보안업계도 양자난수를 모든 IT 기기에 적용할 수 있다면 해킹 불가능한 암호 체계를 구현할 수 있을 것으로 내다보고 있다.

### 사물 인터넷(Internet of Thing, IoT)
실생활에 해당하는 오프라인의 모든 정보를 온라인으로 넘기는 O2O를 통해, 인터넷을 이용한 최적의 해법을 제시하고, 시행하게 하여 생산성을 최대한으로 올리는 도구이다. 그 예로, 병원의 모든 행동이나 사물들을 인터넷에 연결한 뒤, 최적화를 한다면 정보가 늦거나 서로 기다리는 손실을 줄일 수 있다. 따라서 환자도 빠른 조치를 받아서 좋고, 병원도 생산성이 올라서 좋을 것이다.
- CES 2015 : IoT
- CES 2017/2018 : 스마트 홈

### 무인 운송 수단
인간이 운전을 직접 하지 않음에 의해 그 사이에 다른 일을 더 할 수 있고, 안전하게 이동할 수 있기에 생산성이 향상될 것이다.
- CES 2015 : 무인 항공기
- CES 2017/2018 : 무인 자동차, 무인 항공기, 자율주행 자동차
- CES 2020 : 5G와 IoT : 10msec 이내의 반응으로 실시간 제어가능,

### 3D 프린팅(3D printing)
거의 대부분 자기에게 맞지 않는 기성품을 구입하여 그 기성품에 맞추어 제작/생활해왔다. 이제는 개인 맞춤형 시대이므로, 3차원 프린터를 이용하여 싸고 빠르게 본인에게 맞는, 본인 만의 장치를 만들 수 있다. 예로 본인만의 음식, 본인만의 집, 본인에게 맞는 인체 조직, 본인에게 맞는 약 등이 있다. 이런 것들을 통해 생산성이 향상될 수 있다. 나노 기술(Nano Technology, NT)은 의학, 전자 공학, 생체 재료학 에너지 생산 및 소비자 제품처럼 광대한 적용 범위를 가진 새로운 물질과 기계를 만들 수 있어, 생산성 향상에 지대한 공헌을 할 수 있다

### 연결 및 표시 기술
연결 기술은 매체와 매체를 보다 효율적으로 연결하는 것으로, 5G와 LTE(4G) 등이 있다. 그리고 눈으로 보는 표시 기술은 고정형으로 보는 UHD-TV와 이동형으로 보는 VR, AR 등이 있으며, 이를 통해 좀 더 빠르게, 좀 더 편리하게, 좀 더 많이 접속(access)할 수 있어 생산성을 향상시킬 수 있다.
- CES 2015 : HD/UHD-TV
- CES 2016 : Mobile healthcare
- CES 2017 : 증강현실, 가상현실, 혼합현실, 4G LTE, UHD-TV
- CES 2018 : Digital Health, 5G
- CES 2019 : 5G + AR/VR/MR + IoT, Smart City
- CES 2020 : XR(360도 확장현실)

### 첨단헬스케어
- CES 2020 : 미국은 디지털 헬스케어 시장이 강세로, CES 참여 업체가 2019년 보다 20% 증가 (각종 생체정보 관리, 건강관리 기능 제공)

## 참고 문헌
- 제러미 리프킨, 3차 산업혁명, 민음사, 2012, Jeremy Rifkin, The Third Indurial Revolution, 2011년
- 리처드 서스킨드, 제4차 산업혁명 시대 전문직의 미래, 와이즈베리, 2016년,
- 클라우스 슈바프 저. 송경진 역. 《제4차 산업혁명》. 새로운현재. 2017년. ISBN 9788962805901
- KCERN, 대한민국의 4차산업혁명, 2017년

## 참조
- 제4차 산업혁명에 대응한 지능정보사회 중장기 종합대책(미래창조과학부) 보관됨 2017-04-07 - 웨이백 머신